# ノルウェーの観光
ノルウェーの観光（-かんこう、ノルウェー語：Turisme i Norge）では、ノルウェーの観光について取り扱う。多くの観光客をノルウェーに惹きつけるものはフィヨルドを主とした海岸線と山々、国土の大部分に広がる手つかずの自然、都市部や小規模のコミューネである。

## ノルウェーの観光の魅力
ノルウェーの観光の魅力は、北極圏に跨る様々な風景である。フィヨルドを主とした海岸線と山々、スキーリゾート、湖や森林が有名である。ノルウェーにある手つかずの自然はハイカーやスキーヤーを引き付けている。ノルウェー北部や西部に広がるフィヨルドや山々、滝に毎年、数百万の外国人観光客が訪れる。観光客がよく訪れる都市は、オスロ、ベルゲン、スタヴァンゲル、トロンハイム、トロムソである。オスロ近郊にあるHolmenkollen ski jumpといった風変わりなものや、ベルゲンのブリッゲン、オスロのヴィーゲラン彫刻公園といった文化的建造物を観光客は訪れる。
ノルウェーは人口が希薄であること、厳しい自然、相対的に他のヨーロッパと地理的に離れている結果、ノルウェー独自の文化が生まれた。ノルウェーの観光と他のヨーロッパ諸国の観光の違いは、宮殿や城塞といった建造物は少なく、農地は狭小で、旅行の移動距離は長いといった点がある。民族学的見地を元に、地域的に異なる建造物や工作物、芸術品が様々な博物館で展示されており、オスロのBygdøyにあるノルウェー歴史博物館が最大である。

## 移動手段

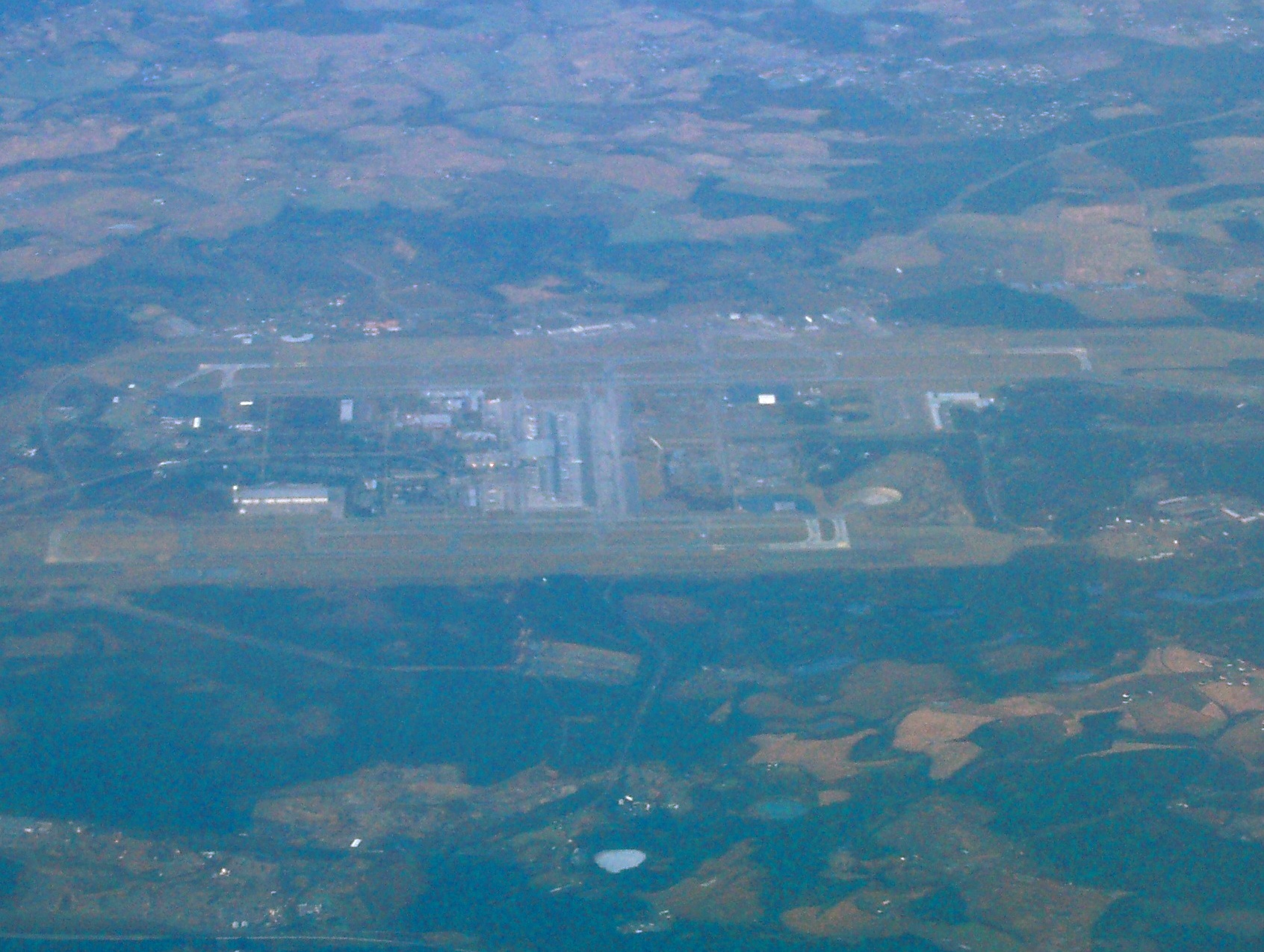
空の玄関、オスロ空港

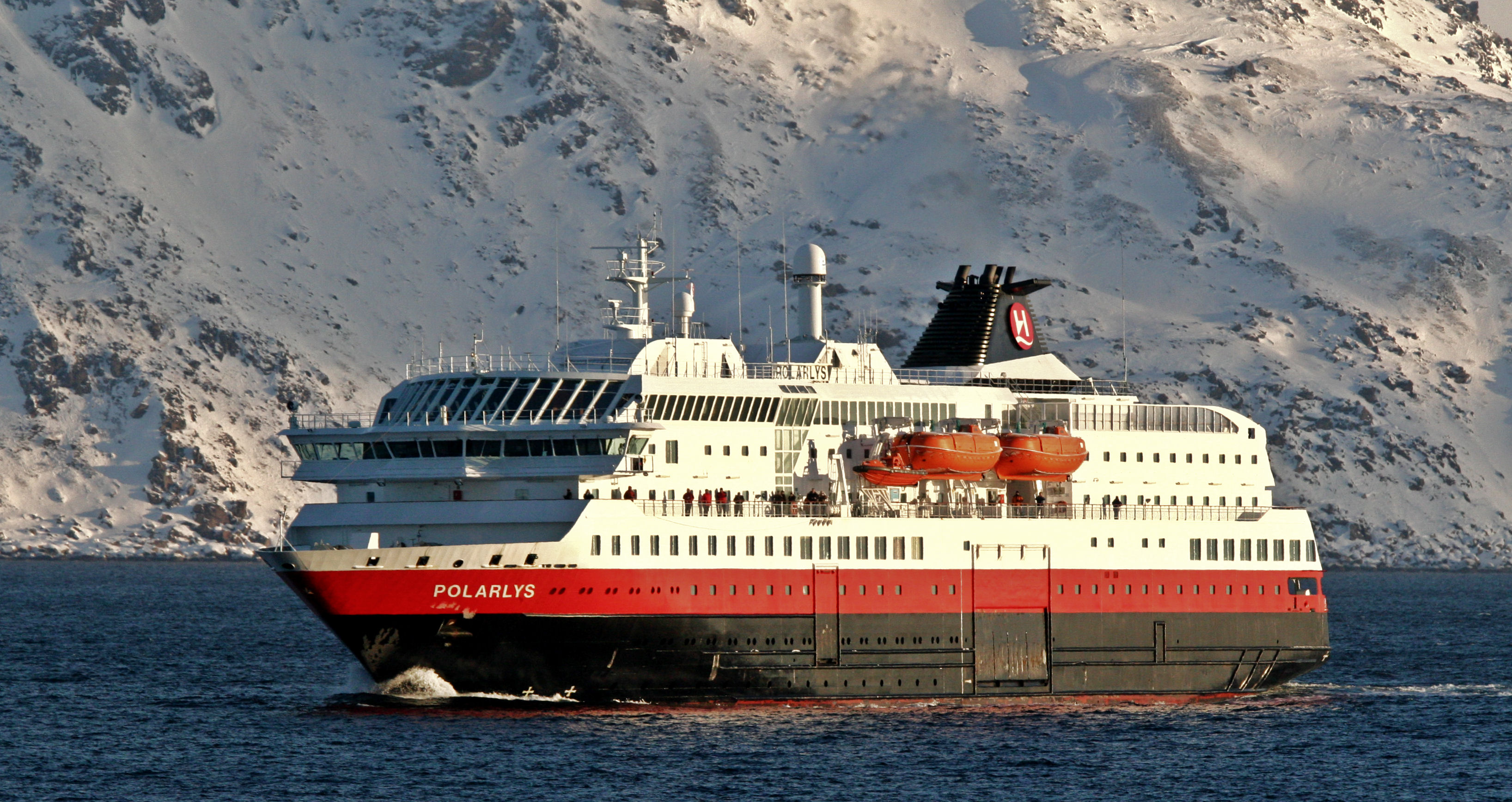
冬の沿岸を航行するMS Polarlys（Hurtigruten (Norwegian Coastal Express)）

ノルウェーの公道は、90,000キロメートル以上になり、約67,000キロメートルが舗装されている。公道には、水路の対岸同士を結ぶフェリーや沢山の橋やトンネル、幾つかの山間部を通る道路が含まれている。山間部を通る道路の一部は冬期の間、嵐により閉鎖される。デンマーク-スウェーデン間のオーレスン・リンク、デンマークのグレートベルト・リンクを介して、ノルウェーはヨーロッパ大陸と高速道路で繋がっている。
4,114キロメートルの鉄道網はノルウェー北部のヌールラン県の主要都市であるボードーまで繋がっている。ノルウェーの鉄道網はスウェーデンの鉄道網と繋がっている。オスロ空港はノルウェーで最も重要な空港であり、2007年には約19百万人が利用した。多くの都市の郊外に空港があり、ノルウェーには定期便のある空港が52ある。また、主要な空港のいくつかは国際線を持っている。クルーズフェリー航路Hurtigrutenはベルゲンとノルウェー最北に位置するフィンマルク県のKirkenesを結ぶ。夏期の間、沿岸の都市には多くの外国クルーズ船が訪れ、ベルゲンはクルーズの主要港となる。

## 国際観光ランキング
Travel and Tourism Competitiveness Reportによると、2007年のノルウェーの国際観光ランキングは17位、2009年は19位だった。

## 主要観光地
ノルウェー国有企業のInnovation Norwayは観光客が多く訪れたノルウェー国内の観光地をアニュアルレポートでまとめている。2007年には文化50、自然20のランク付けを発表した。下の表はそれぞれ上位10位である。
| 順位 | 文化                                | 場所              | 観光客数 2007年 |
| ---- | ----------------------------------- | ----------------- | --------------- |
| 1    | Fløibanen                           | ベルゲン          | 1,131,707       |
| 2    | Holmenkollen ski jumpと Ski Museum  | オスロ            | 686,857         |
| 3    | ブリッゲン                          | ベルゲン          | 583,510         |
| 4    | Kristiansand Zoo and Amusement Park | クリスチャンサン  | 532,044         |
| 5    | Tusenfryd                           | Ås                | 501,235         |
| 6    | フロム線                            | フロム            | 457,545         |
| 7    | Hadeland Glassverk                  | Jevnaker          | 431,400         |
| 8    | Fredrikstad Fortressと旧市街        | フレドリクスタ    | 372,360         |
| 9    | ヴァイキング船博物館                | オスロ            | 314,560         |
| 10   | Hunderfossen Familiepark            | Øyer/リレハンメル | 270,500         |

| 順位 | 自然                           | 場所                       | 観光客数 2006年 |
| ---- | ------------------------------ | -------------------------- | --------------- |
| 1    | en:Vøringsfossen滝             | Eidfjord                   | 655,000         |
| 2    | 風景鉄道Trollstigen            | Åndalsnes                  | 563,331         |
| 3    | Kjosfossen滝                   | フラム                     | 457,400         |
| 4    | 世界遺産ガイランゲルフィヨルド | Geiranger                  | 423,643         |
| 5    | Låtefossen滝                   | オッダ/Hardanger           | 420,000         |
| 6    | Steinsdalsfossen滝             | Norheimsund/Hardanger      | 300,000         |
| 7    | 世界遺産ネーロイ・フィヨルド   | Aurland                    | 297,038         |
| 8    | Briksdalsbreen氷河             | Olden/Stryn                | 280,000         |
| 9    | 国際観光道路Sognefjellsvegen   | Lom-Luster                 | 253,953         |
| 10   | 風景鉄道Atlanterhavsvegen      | en:Averøy/クリスチャンサン | 237,316         |

## ギャラリー

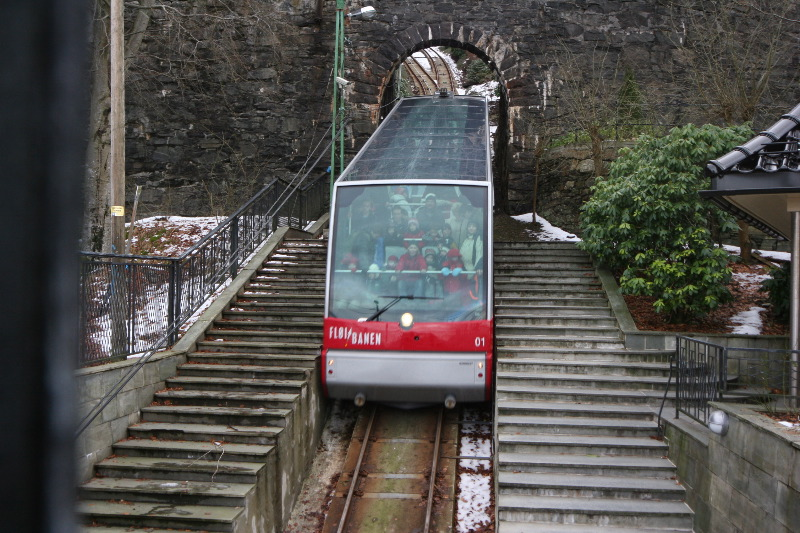
フロイバネン鉄道
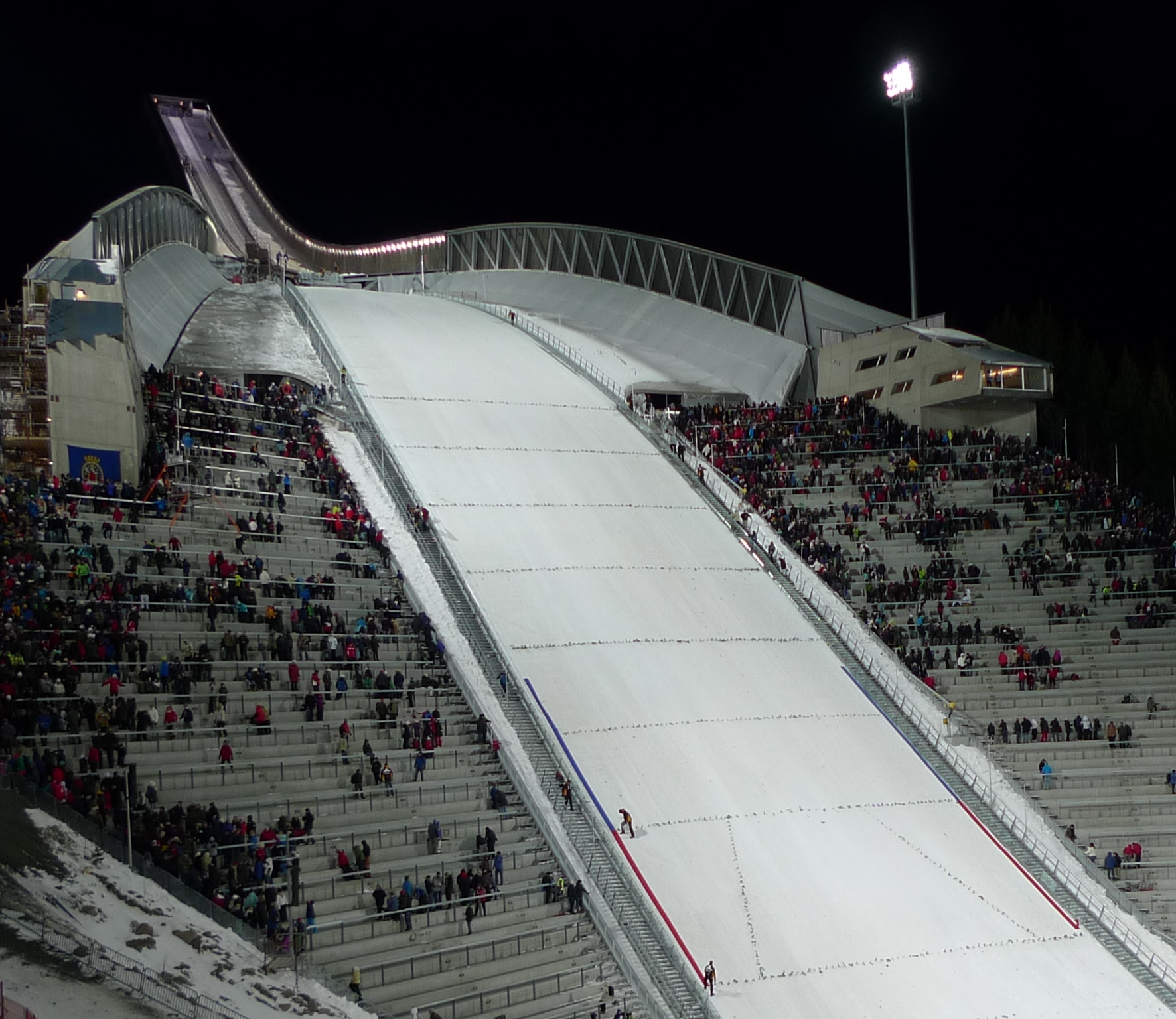
Holmenkollenスキージャンプ場
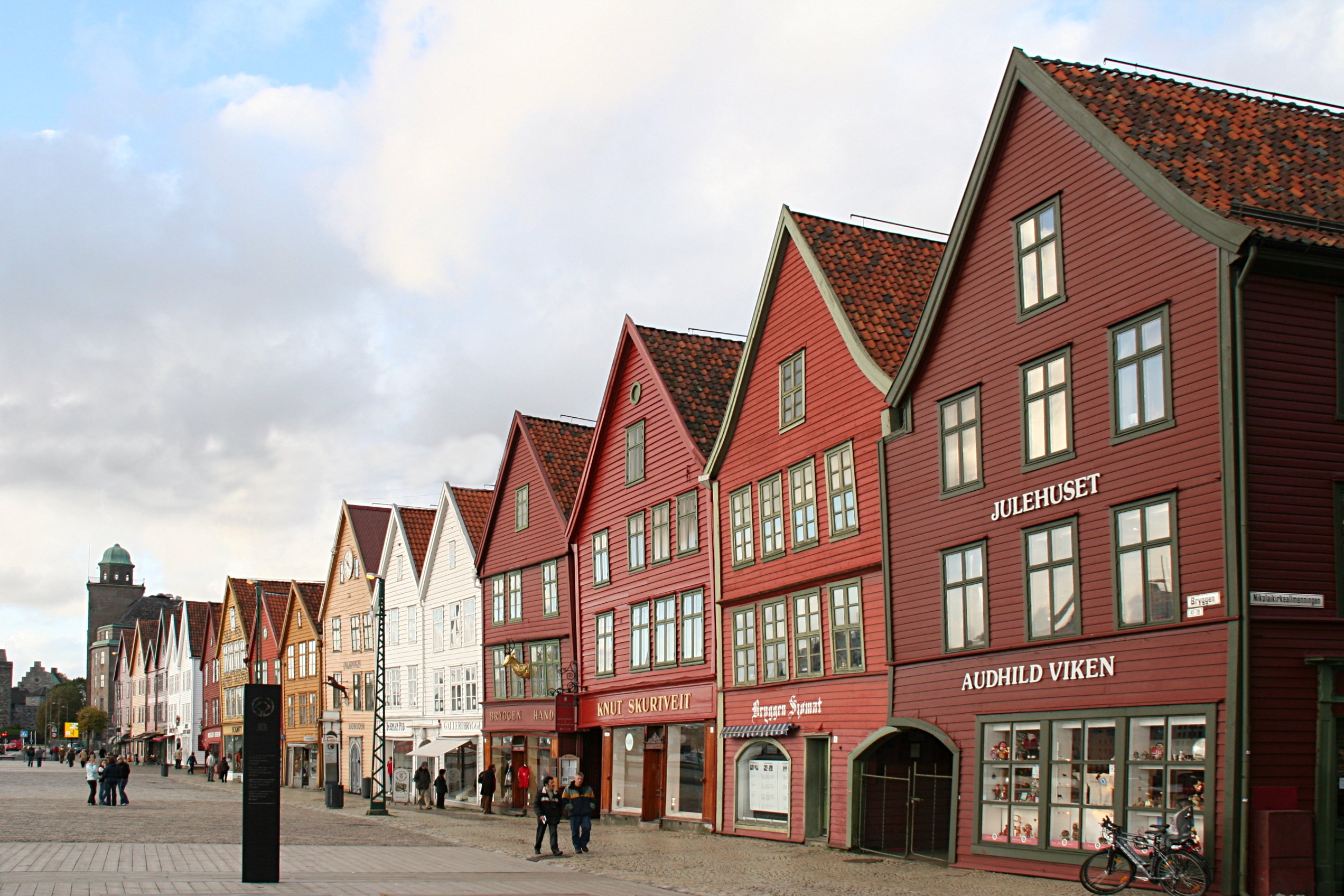
ブリッゲン
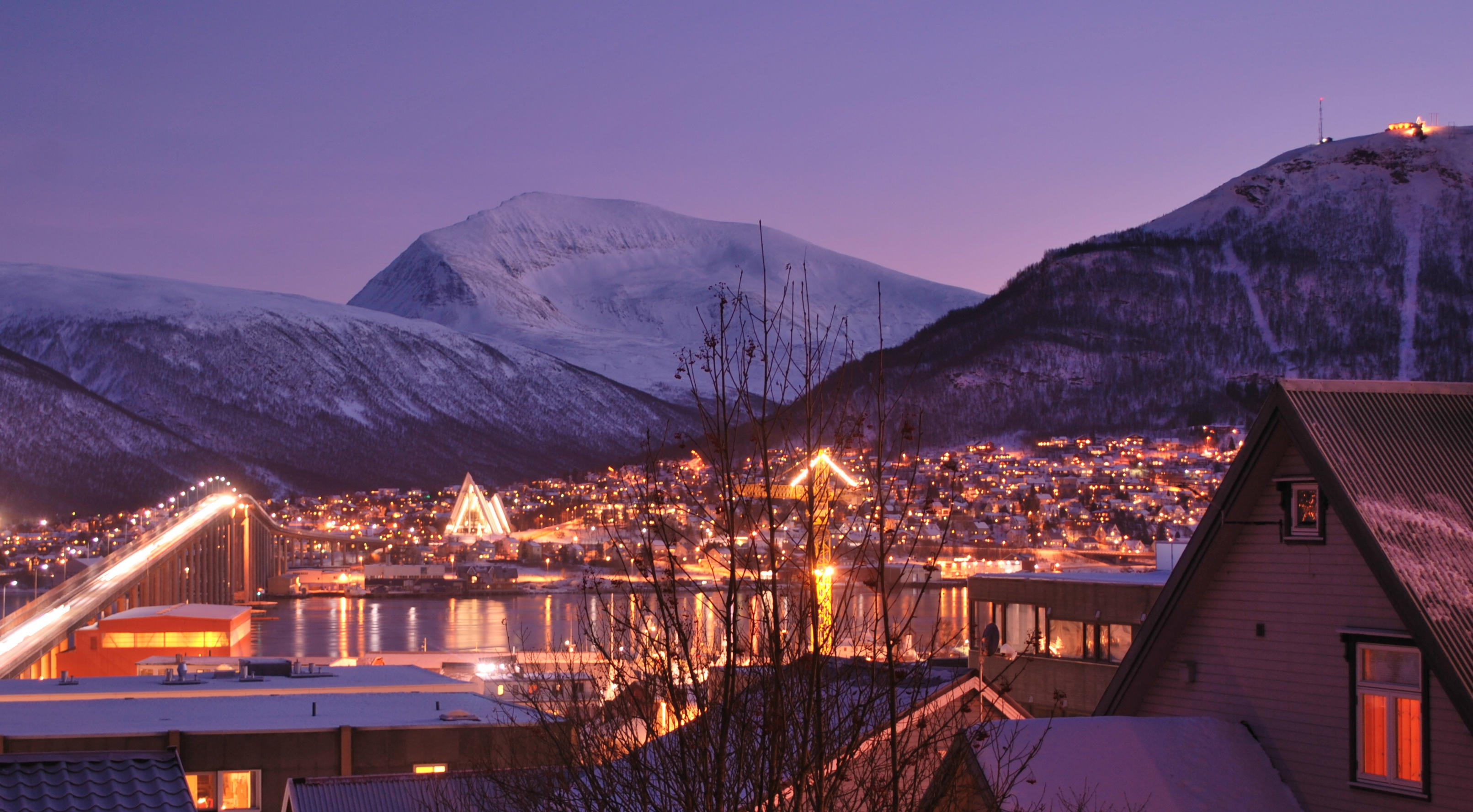
極夜のトロムソ市街（正午過ぎ）
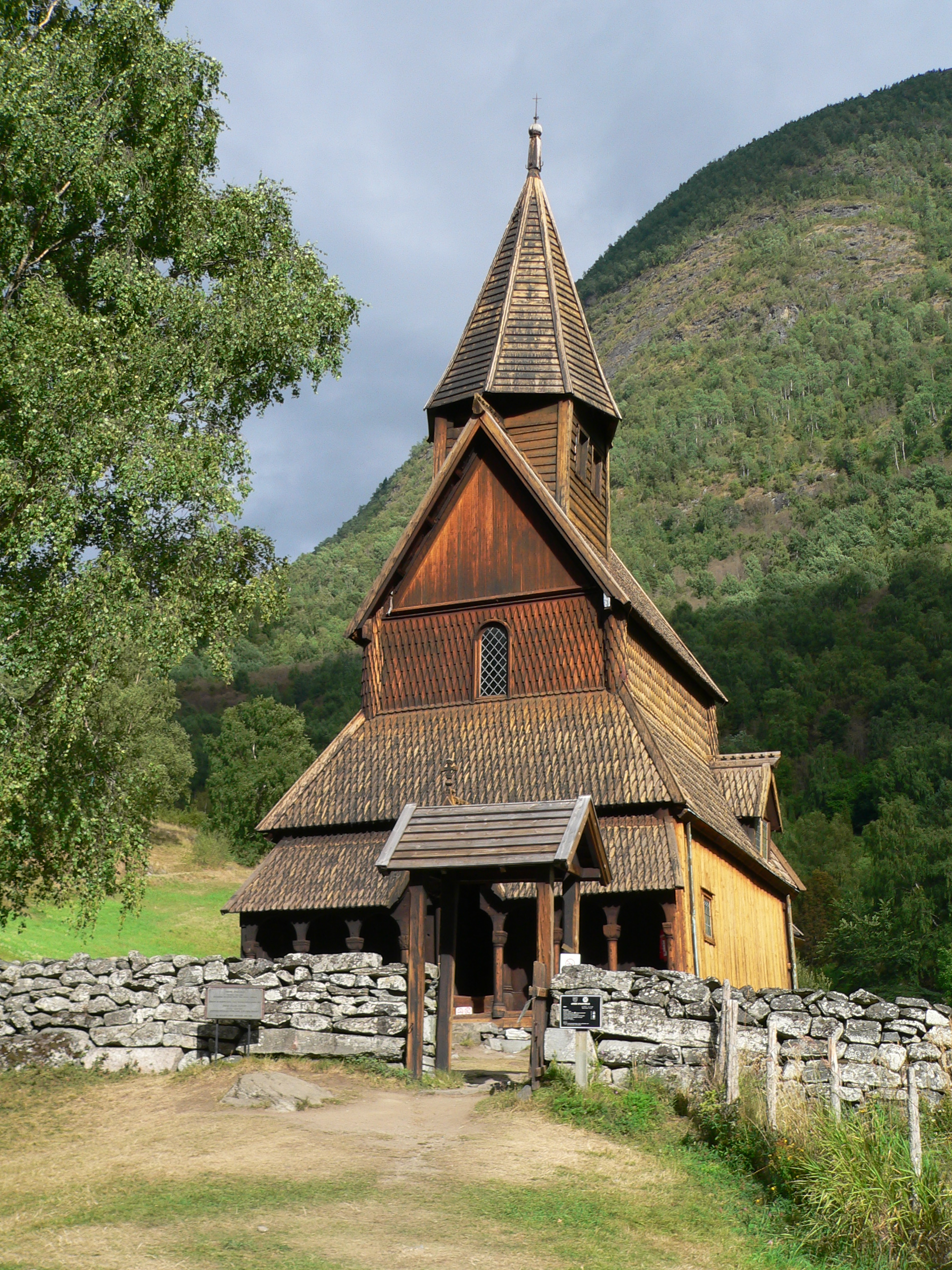
ノルウェーの文化遺産の一つ、ウルネスの木造教会
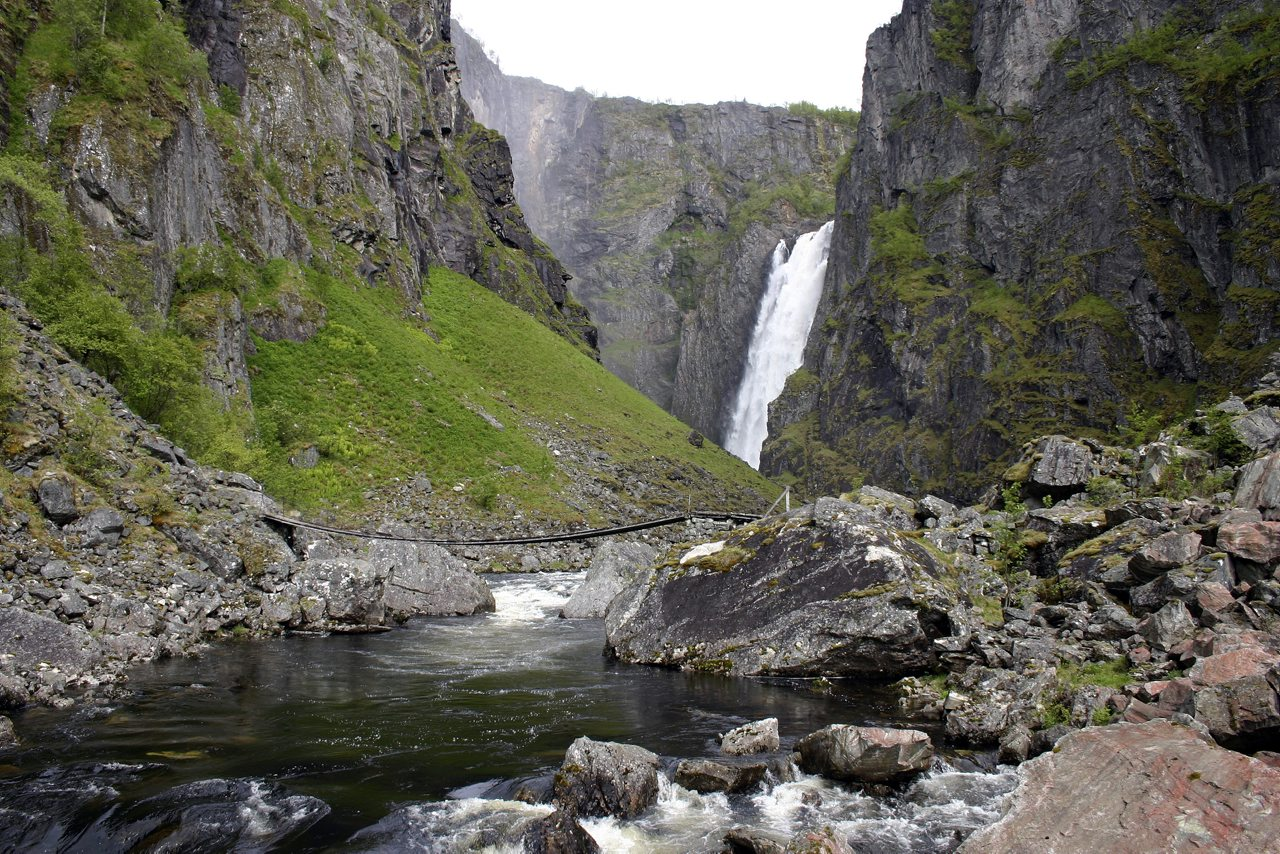
Vøringsfossen
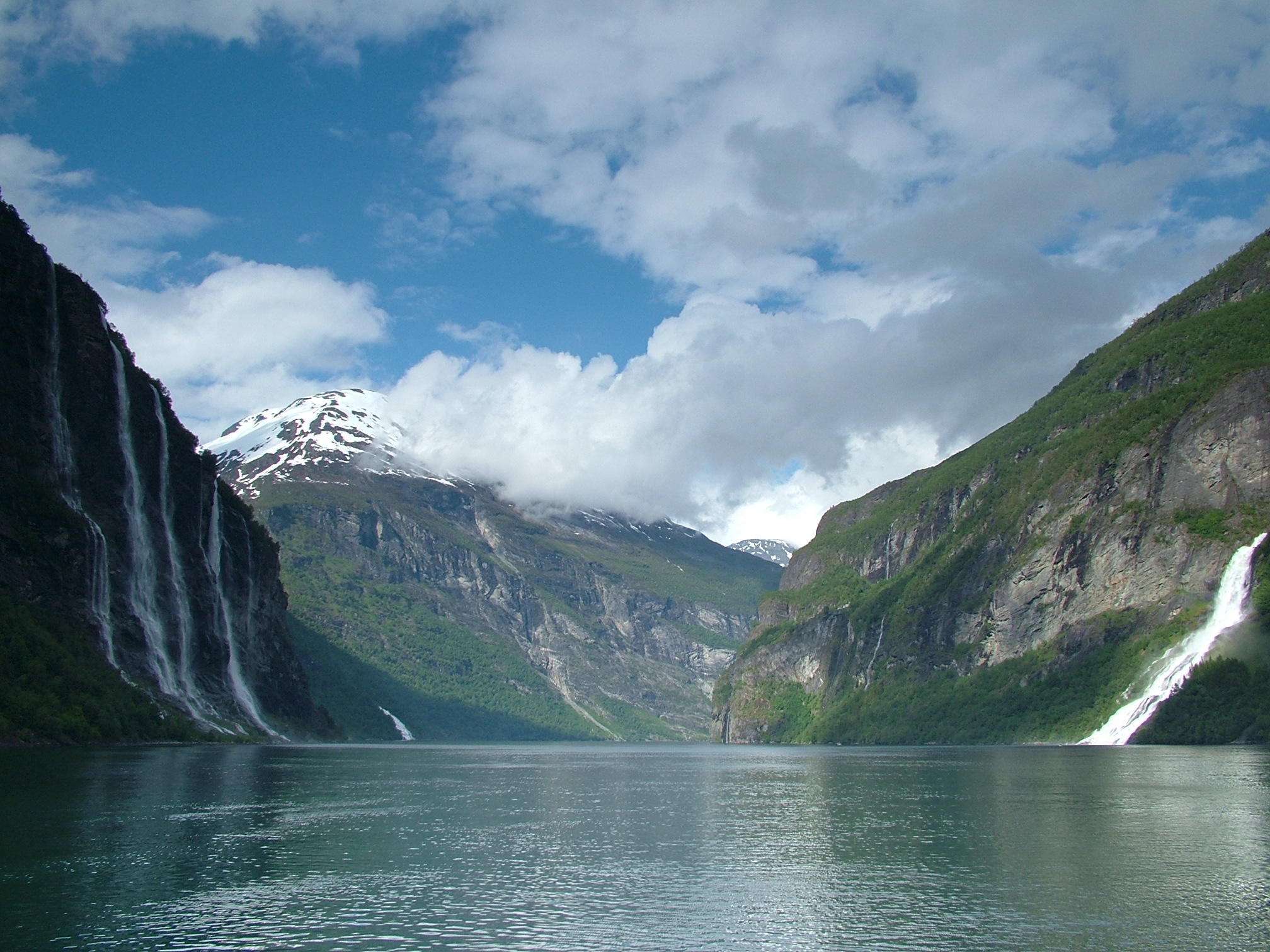
ガイランゲルフィヨルド（「七姉妹」（左）と「求婚者」（右））
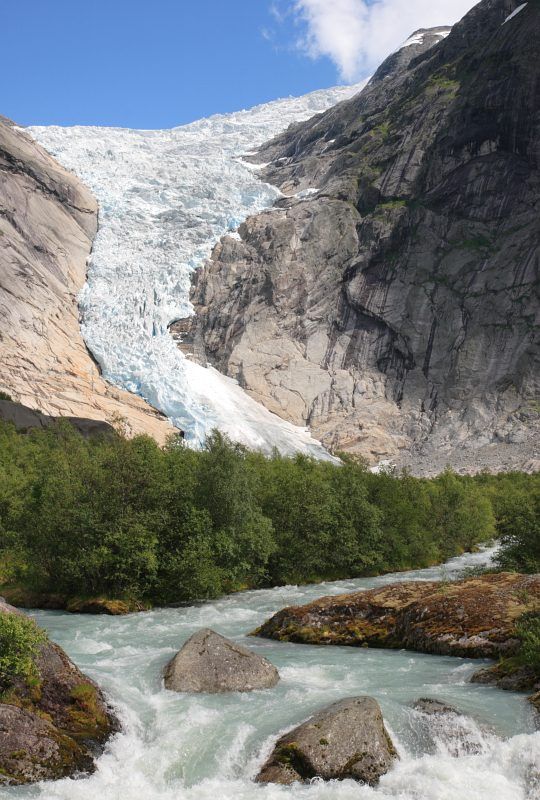
Briksdalsbreen氷河